# Тёмносиний-Засека, Пётр Васильевич
Князь Пётр Васильевич Тёмносиний-Засека — воевода на службе у Московского князя Василия III.

## Происхождение и семья
Рюрикович в XXI колене, один из представителей рода князей Ярославских. Младший из двоих сыновей князя Василия Владимировича Тёмносинего. Основоположник старшей ветви князей Засекиных. Имел трёх сыновей Бориса, Дмитрия и Афанасия.

## Служба
В 1521 году был вторым воеводой в Стародубе. В 1531 году был вторым воеводой передового полка послан в Одоев для защиты со стороны Крымского ханства. В июле 1532 года второй воевода у Белого Колодезя. В 1533 послан в Коломну против казанского хана Сафа-Гирея и крымского царевича Ислам-Гирея.